# 3e étape du Tour de France 2023
Pour un article plus général, voir Tour de France 2023.
La 3e étape du Tour de France 2023 se déroule le lundi 3 juillet 2023 entre Amorebieta-Etxano, dernière ville étape du grand départ donné du Pays basque espagnol, et Bayonne (Pyrénées-Atlantiques, en France), sur une distance de 193,5 kilomètres.

## Parcours
La troisième étape quitte le grand départ du Pays basque espagnol pour gagner la France, où la course restera jusqu'à l'arrivée finale à Paris. Au profil vallonné, le parcours débute à Amorebieta-Etxano, rejoint la côte atlantique par Lekeitio (km 40,1), longe le littoral sur une centaine de kilomètres jusqu'à Saint-Jean-de-Luz, en passant par Saint-Sébastien, ville d'arrivée la veille, puis rentre dans les terres pour gagner la ligne d'arrivée située à Bayonne.
La première moitié de l'étape, jusqu'à Saint-Sébastien, comprend quatre ascensions répertoriées au classement de la montagne : la côte de Trabakua (3e catégorie, km 14, 4,1 km à 5,4 %), la côte de Milloi (4e catégorie, km 33, 2,3 km à 4,5 %), le col d'Itziar (3e catégorie, km 71, 5,1 km à 4,6 %) et la côte d'Orioko Benta (3e catégorie, km 102, 4,6 km à 6,3 %). Le sprint intermédiaire se situe à Deba (km 65,7).
La 110e édition du Tour de France fait son entrée en France à Hendaye (km 134), il reste 59,5 km avant l'arrivée à Bayonne. La fin de l'étape, à travers le Pays basque français, présente moins de relief et devrait convenir aux sprinteurs.

## Déroulement de la course
Le départ réel est donné à 13 h 14. Dès le kilomètre zéro, deux coureurs forment l'échappée : le maillot à pois américain Neilson Powless (EF Education-EasyPost) et le Français Laurent Pichon (Arkéa-Samsic).
Neilson Powless passe en tête des quatre difficultés répertoriées au programme, Laurent Pichon ne lui disputant pas les points du grand prix de la montagne : la côte de Trabakua (3e catégorie, km 14, 4,1 km à 5,4 %), la côte de Milloi (4e catégorie, km 33, 2,3 km à 4,5 %), le col d'Itziar (3e catégorie, km 71, 5,1 km à 4,6 %) et la côte d'Orioko Benta (3e catégorie, km 102, 4,6 km à 6,3 %). À chaque sommet, le peloton concède, respectivement, 2 min 26 s, 3 min 32 s, 1 min 41 s et 2 min 26 s de retard sur les deux coureurs de front. Dans la dernière ascension, un ralentissement oblige certains coureurs du peloton de poser pied à terre ; quelques kilomètres après le sommet, le Britannique Fred Wright (Bahrain Victorious) chute sans gravité bien qu'atteint au coude.
Au sprint intermédiaire de Deba (km 65,7), Laurent Pichon devance Neilson Powless ; derrière, à 1 min 37 s de retard, le maillot vert français Victor Lafay (Cofidis) consolide sa première place au classement par points, en étant sorti du peloton près de dix kilomètres avant le sprint intermédiaire ; à 2 min 40 s des coureurs de front, le Danois Mads Pedersen (Lidl-Trek) règle le peloton, devant le Belge Jordi Meeus (Bora-Hansgrohe) et l'Érythréen Biniam Girmay (Intermarché-Wanty Gobert Matériaux). 
Dans la traversée de Saint-Sébastien, Neilson Powless se relève après avoir engrangé un maximum de points pour le classement du meilleur grimpeur, laissant Laurent Pichon seul à l'avant de la course. Le coureur breton est finalement repris par le peloton à Ascain, à 37,5 km de l'arrivée. A l'approche de l'arrivée à Bayonne, les trains de sprinteurs se mettent en place. Le Belge Jasper Philipsen (Alpecin-Deceuninck) remporte l'étape devant l'Allemand Phil Bauhaus (Bahrain Victorious) et l'Australien Caleb Ewan (Lotto Dstny). Le sprint de Philipsen a fait l'objet d'une longue analyse de la part des commissaires de course après un duel tendu mais jugé correct entre le vainqueur et Wout van Aert, bloqué par les barrières dans une arrivée en légère courbe.
Au niveau des différents classements : le Britannique Adam Yates (UAE Emirates) conserve son maillot jaune, tout comme le Slovène Tadej Pogačar (UAE Emirates) avec le maillot blanc, comme Victor Lafay avec le maillot vert et comme Neilson Powless avec le maillot à pois. L'équipe Jumbo-Visma reste en tête du classement par équipes. Grâce à sa belle échappée, Laurent Pichon est récompensé du prix de la combativité.

## Résultats
Cette section présente les résultats et prix obtenus au cours de l'étape.

### Classement de l'étape
| Classement de la 3e étape | Classement de la 3e étape | Classement de la 3e étape | Classement de la 3e étape | Classement de la 3e étape |
|                           | Coureur                   | Pays                      | Équipe                    | Temps                     |
| ------------------------- | ------------------------- | ------------------------- | ------------------------- | ------------------------- |
| 1er                       | Jasper Philipsen          | Belgique                  | Alpecin-Deceuninck        | en 4 h 43 min 15 s        |
| 2e                        | Phil Bauhaus              | Allemagne                 | Bahrain Victorious        | + 0 s                     |
| 3e                        | Caleb Ewan                | Australie                 | Lotto Dstny               | + 0 s                     |
| 4e                        | Fabio Jakobsen            | Pays-Bas                  | Soudal Quick-Step         | + 0 s                     |
| 5e                        | Wout van Aert             | Belgique                  | Jumbo-Visma               | + 0 s                     |
| 6e                        | Mark Cavendish            | Royaume-Uni               | Astana Qazaqstan          | + 0 s                     |
| 7e                        | Jordi Meeus               | Belgique                  | Bora-Hansgrohe            | + 0 s                     |
| 8e                        | Dylan Groenewegen         | Pays-Bas                  | Team Jayco AlUla          | + 0 s                     |
| 9e                        | Mads Pedersen             | Danemark                  | Lidl-Trek                 | + 0 s                     |
| 10e                       | Bryan Coquard             | France                    | Cofidis                   | + 0 s                     |
| modifier                  |                           |                           |                           |                           |

### Bonifications en temps
|   | Coureur          | Pays      | Équipe             | Secondes |
| - | ---------------- | --------- | ------------------ | -------- |
| 1 | Jasper Philipsen | Belgique  | Alpecin-Deceuninck | 10 s     |
| 2 | Phil Bauhaus     | Allemagne | Bahrain Victorious | 6 s      |
| 3 | Caleb Ewan       | Australie | Lotto Dstny        | 4 s      |

### Points attribués
| Sprint intermédiaire Deba (km 65,8) | Sprint intermédiaire Deba (km 65,8) | Sprint intermédiaire Deba (km 65,8) | Sprint intermédiaire Deba (km 65,8) | Sprint intermédiaire Deba (km 65,8) |
| ----------------------------------- | ----------------------------------- | ----------------------------------- | ----------------------------------- | ----------------------------------- |
|                                     | Coureur                             | Pays                                | Équipe                              | Point(s)                            |
| 1er                                 | Laurent Pichon                      | France                              | Arkéa-Samsic                        | 20                                  |
| 2e                                  | Neilson Powless                     | États-Unis                          | EF Education-EasyPost               | 17                                  |
| 3e                                  | Victor Lafay                        | France                              | Cofidis                             | 15                                  |
| 4e                                  | Mads Pedersen                       | Danemark                            | Lidl-Trek                           | 13                                  |
| 5e                                  | Jordi Meeus                         | Belgique                            | Bora-Hansgrohe                      | 11                                  |
| 6e                                  | Biniam Girmay                       | Érythrée                            | Intermarché-Circus-Wanty            | 10                                  |
| 7e                                  | Jasper Philipsen                    | Belgique                            | Alpecin-Deceuninck                  | 9                                   |
| 8e                                  | Mark Cavendish                      | Royaume-Uni                         | Astana Qazaqstan Team               | 8                                   |
| 9e                                  | Caleb Ewan                          | Australie                           | Lotto Dstny                         | 7                                   |
| 10e                                 | Bryan Coquard                       | France                              | Cofidis                             | 6                                   |
| 11e                                 | Mathieu van der Poel                | Pays-Bas                            | Alpecin-Deceuninck                  | 5                                   |
| 12e                                 | Dylan Groenewegen                   | Pays-Bas                            | Team Jayco AlUla                    | 4                                   |
| 13e                                 | Peter Sagan                         | Slovaquie                           | TotalEnergies                       | 3                                   |
| 14e                                 | Alex Kirsch                         | Luxembourg                          | Lidl-Trek                           | 2                                   |
| 15e                                 | Fabio Jakobsen                      | Pays-Bas                            | Soudal Quick-Step                   | 1                                   |
| modifier                            |                                     |                                     |                                     |                                     |

| Arrivée d'étape Bayonne (km 187,4) | Arrivée d'étape Bayonne (km 187,4) | Arrivée d'étape Bayonne (km 187,4) | Arrivée d'étape Bayonne (km 187,4) | Arrivée d'étape Bayonne (km 187,4) |
| ---------------------------------- | ---------------------------------- | ---------------------------------- | ---------------------------------- | ---------------------------------- |
|                                    | Coureur                            | Pays                               | Équipe                             | Point(s)                           |
| 1er                                | Jasper Philipsen                   | Belgique                           | Alpecin-Deceuninck                 | 50                                 |
| 2e                                 | Phil Bauhaus                       | Allemagne                          | Bahrain Victorious                 | 30                                 |
| 3e                                 | Caleb Ewan                         | Australie                          | Lotto Dstny                        | 20                                 |
| 4e                                 | Fabio Jakobsen                     | Pays-Bas                           | Soudal Quick-Step                  | 18                                 |
| 5e                                 | Wout van Aert                      | Belgique                           | Jumbo-Visma                        | 16                                 |
| 6e                                 | Mark Cavendish                     | Royaume-Uni                        | Astana Qazaqstan Team              | 14                                 |
| 7e                                 | Jordi Meeus                        | Belgique                           | Bora-Hansgrohe                     | 12                                 |
| 8e                                 | Dylan Groenewegen                  | Pays-Bas                           | Team Jayco AlUla                   | 10                                 |
| 9e                                 | Mads Pedersen                      | Danemark                           | Lidl-Trek                          | 8                                  |
| 10e                                | Bryan Coquard                      | France                             | Cofidis                            | 7                                  |
| 11e                                | Biniam Girmay                      | Érythrée                           | Intermarché-Circus-Wanty           | 6                                  |
| 12e                                | Luca Mozzato                       | Italie                             | Arkéa-Samsic                       | 5                                  |
| 13e                                | Sam Welsford                       | Australie                          | Team DSM-Firmenich                 | 4                                  |
| 14e                                | Alexander Kristoff                 | Norvège                            | Uno-X Pro Cycling Team             | 3                                  |
| 15e                                | Søren Wærenskjold                  | Norvège                            | Uno-X Pro Cycling Team             | 2                                  |
| modifier                           |                                    |                                    |                                    |                                    |

### Cols et côtes
| Côte de Trabakua (km 13,8) 3e catégorie (4,1 km à 5,4 %) | Côte de Trabakua (km 13,8) 3e catégorie (4,1 km à 5,4 %) | Côte de Trabakua (km 13,8) 3e catégorie (4,1 km à 5,4 %) | Côte de Trabakua (km 13,8) 3e catégorie (4,1 km à 5,4 %) | Côte de Trabakua (km 13,8) 3e catégorie (4,1 km à 5,4 %) |
| -------------------------------------------------------- | -------------------------------------------------------- | -------------------------------------------------------- | -------------------------------------------------------- | -------------------------------------------------------- |
|                                                          | Coureur                                                  | Pays                                                     | Équipe                                                   | Point(s)                                                 |
| 1er                                                      | Neilson Powless                                          | États-Unis                                               | EF Education-EasyPost                                    | 2                                                        |
| 2e                                                       | Laurent Pichon                                           | France                                                   | Arkéa-Samsic                                             | 1                                                        |
| modifier                                                 |                                                          |                                                          |                                                          |                                                          |

| Côte de Milloi (km 32,8) 4e catégorie (2,3 km à 4,5 %) | Côte de Milloi (km 32,8) 4e catégorie (2,3 km à 4,5 %) | Côte de Milloi (km 32,8) 4e catégorie (2,3 km à 4,5 %) | Côte de Milloi (km 32,8) 4e catégorie (2,3 km à 4,5 %) | Côte de Milloi (km 32,8) 4e catégorie (2,3 km à 4,5 %) |
| ------------------------------------------------------ | ------------------------------------------------------ | ------------------------------------------------------ | ------------------------------------------------------ | ------------------------------------------------------ |
|                                                        | Coureur                                                | Pays                                                   | Équipe                                                 | Point(s)                                               |
| 1er                                                    | Neilson Powless                                        | États-Unis                                             | EF Education-EasyPost                                  | 1                                                      |
| modifier                                               |                                                        |                                                        |                                                        |                                                        |

| Col d'Itziar (km 70,9) 3e catégorie (5,1 km à 4,6 %) | Col d'Itziar (km 70,9) 3e catégorie (5,1 km à 4,6 %) | Col d'Itziar (km 70,9) 3e catégorie (5,1 km à 4,6 %) | Col d'Itziar (km 70,9) 3e catégorie (5,1 km à 4,6 %) | Col d'Itziar (km 70,9) 3e catégorie (5,1 km à 4,6 %) |
| ---------------------------------------------------- | ---------------------------------------------------- | ---------------------------------------------------- | ---------------------------------------------------- | ---------------------------------------------------- |
|                                                      | Coureur                                              | Pays                                                 | Équipe                                               | Point(s)                                             |
| 1er                                                  | Neilson Powless                                      | États-Unis                                           | EF Education-EasyPost                                | 2                                                    |
| 2e                                                   | Laurent Pichon                                       | France                                               | Arkéa-Samsic                                         | 1                                                    |
| modifier                                             |                                                      |                                                      |                                                      |                                                      |

| Côte d'Orioko Benta (km 102) 3e catégorie (5,1 km à 4,6 %) | Côte d'Orioko Benta (km 102) 3e catégorie (5,1 km à 4,6 %) | Côte d'Orioko Benta (km 102) 3e catégorie (5,1 km à 4,6 %) | Côte d'Orioko Benta (km 102) 3e catégorie (5,1 km à 4,6 %) | Côte d'Orioko Benta (km 102) 3e catégorie (5,1 km à 4,6 %) |
| ---------------------------------------------------------- | ---------------------------------------------------------- | ---------------------------------------------------------- | ---------------------------------------------------------- | ---------------------------------------------------------- |
|                                                            | Coureur                                                    | Pays                                                       | Équipe                                                     | Point(s)                                                   |
| 1er                                                        | Neilson Powless                                            | États-Unis                                                 | EF Education-EasyPost                                      | 2                                                          |
| 2e                                                         | Laurent Pichon                                             | France                                                     | Arkéa-Samsic                                               | 1                                                          |
| modifier                                                   |                                                            |                                                            |                                                            |                                                            |

### Prix de la combativité
- Laurent Pichon (Arkéa-Samsic)

## Classements à l'issue de l'étape
Cette section présente le classement général et les différents classements annexes à l'issue de l'étape.

### Classement général
| Classement général | Classement général       | Classement général | Classement général  | Classement général  |
|                    | Coureur                  | Pays               | Équipe              | Temps               |
| ------------------ | ------------------------ | ------------------ | ------------------- | ------------------- |
| 1er                | Adam Yates               | Royaume-Uni        | UAE Team Emirates   | en 13 h 52 min 33 s |
| 2e                 | Tadej Pogačar            | Slovénie           | UAE Team Emirates   | + 6 s               |
| 3e                 | Simon Yates              | Royaume-Uni        | Team Jayco AlUla    | + 6 s               |
| 4e                 | Victor Lafay             | France             | Cofidis             | + 12 s              |
| 5e                 | Wout van Aert            | Belgique           | Jumbo-Visma         | + 16 s              |
| 6e                 | Jonas Vingegaard         | Danemark           | Jumbo-Visma         | + 17 s              |
| 7e                 | Michael Woods            | Canada             | Israel-Premier Tech | + 22 s              |
| 8e                 | Jai Hindley              | Australie          | Bora-Hansgrohe      | + 22 s              |
| 9e                 | Carlos Rodríguez         | Espagne            | Ineos Grenadiers    | + 22 s              |
| 10e                | Mattias Skjelmose Jensen | Danemark           | Lidl-Trek           | + 22 s              |
| modifier           |                          |                    |                     |                     |

| Classement par points | Classement par points | Classement par points | Classement par points | Classement par points |
| --------------------- | --------------------- | --------------------- | --------------------- | --------------------- |
|                       | Coureur               | Pays                  | Équipe                | Point(s)              |
| 1er                   | Victor Lafay          | France                | Cofidis               | 80 points             |
| 2e                    | Jasper Philipsen      | Belgique              | Alpecin-Deceuninck    | 80 pts                |
| 3e                    | Wout van Aert         | Belgique              | Jumbo-Visma           | 52 pts                |
| 4e                    | Tadej Pogačar         | Slovénie              | UAE Team Emirates     | 42 pts                |
| 5e                    | Mads Pedersen         | Danemark              | Lidl-Trek             | 39 pts                |
| 6e                    | Mark Cavendish        | Royaume-Uni           | Astana Qazaqstan Team | 36 pts                |
| 7e                    | Neilson Powless       | États-Unis            | EF Education-EasyPost | 32 pts                |
| 8e                    | Michael Woods         | Canada                | Israel-Premier Tech   | 31 pts                |
| 9e                    | Jordi Meeus           | Belgique              | Bora-Hansgrohe        | 31 pts                |
| 10e                   | Adam Yates            | Royaume-Uni           | UAE Team Emirates     | 30 pts                |
| modifier              |                       |                       |                       |                       |

| Classement du meilleur grimpeur | Classement du meilleur grimpeur | Classement du meilleur grimpeur | Classement du meilleur grimpeur | Classement du meilleur grimpeur |
| ------------------------------- | ------------------------------- | ------------------------------- | ------------------------------- | ------------------------------- |
|                                 | Coureur                         | Pays                            | Équipe                          | Point(s)                        |
| 1er                             | Neilson Powless                 | États-Unis                      | EF Education-EasyPost           | 18 points                       |
| 2e                              | Tadej Pogačar                   | Slovénie                        | UAE Team Emirates               | 7 pts                           |
| 3e                              | Jonas Vingegaard                | Danemark                        | Jumbo-Visma                     | 4 pts                           |
| 4e                              | Pascal Eenkhoorn                | Pays-Bas                        | Lotto Dstny                     | 3 pts                           |
| 5e                              | Georg Zimmermann                | Allemagne                       | Intermarché-Circus-Wanty        | 3 pts                           |
| 6e                              | Laurent Pichon                  | France                          | Arkéa-Samsic                    | 3 pts                           |
| 7e                              | Jonas Gregaard Wilsly           | Danemark                        | Uno-X Pro Cycling Team          | 2 pts                           |
| 8e                              | Simon Yates                     | Royaume-Uni                     | Team Jayco AlUla                | 2 pts                           |
| 9e                              | Esteban Chaves                  | Colombie                        | EF Education-EasyPost           | 2 pts                           |
| 10e                             | Edvald Boasson Hagen            | Norvège                         | TotalEnergies                   | 2 pts                           |
| modifier                        |                                 |                                 |                                 |                                 |

| Classement général du meilleur jeune | Classement général du meilleur jeune | Classement général du meilleur jeune | Classement général du meilleur jeune | Classement général du meilleur jeune |
|                                      | Coureur                              | Pays                                 | Équipe                               | Temps                                |
| ------------------------------------ | ------------------------------------ | ------------------------------------ | ------------------------------------ | ------------------------------------ |
| 1er                                  | Tadej Pogačar                        | Slovénie                             | UAE Team Emirates                    | en 13 h 52 min 39 s                  |
| 2e                                   | Mattias Skjelmose Jensen             | Danemark                             | Lidl-Trek                            | + 16 s                               |
| 3e                                   | Carlos Rodríguez                     | Espagne                              | Ineos Grenadiers                     | + 16 s                               |
| 4e                                   | Tom Pidcock                          | Royaume-Uni                          | Ineos Grenadiers                     | + 37 s                               |
| 5e                                   | Matthew Dinham                       | Australie                            | Team DSM-Firmenich                   | + 3 min 2 s                          |
| 6e                                   | Tobias Halland Johannessen           | Norvège                              | Uno-X Pro Cycling Team               | + 4 min 34 s                         |
| 7e                                   | Corbin Strong                        | Nouvelle-Zélande                     | Israel-Premier Tech                  | + 5 min 37 s                         |
| 8e                                   | Felix Gall                           | Autriche                             | AG2R Citroën Team                    | + 5 min 37 s                         |
| 9e                                   | Mathieu Burgaudeau                   | France                               | TotalEnergies                        | + 11 min 49 s                        |
| 10e                                  | Matîs Louvel                         | France                               | Arkéa-Samsic                         | + 13 min 3 s                         |
| modifier                             |                                      |                                      |                                      |                                      |

| Classement par équipes | Classement par équipes | Classement par équipes | Classement par équipes |
|                        | Équipe                 | Pays                   | Temps                  |
| ---------------------- | ---------------------- | ---------------------- | ---------------------- |
| 1re                    | Jumbo-Visma            | Pays-Bas               | en 41 h 38 min 45 s    |
| 2e                     | Bahrain Victorious     | Bahreïn                | + 42 s                 |
| 3e                     | Ineos Grenadiers       | Royaume-Uni            | + 42 s                 |
| 4e                     | UAE Team Emirates      | Émirats arabes unis    | + 1 min 7 s            |
| 5e                     | Lidl-Trek              | États-Unis             | + 3 min 26 s           |
| 6e                     | Groupama-FDJ           | France                 | + 5 min 11 s           |
| 7e                     | Israel-Premier Tech    | Israël                 | + 5 min 42 s           |
| 8e                     | Bora-Hansgrohe         | Allemagne              | + 8 min 46 s           |
| 9e                     | AG2R Citroën Team      | France                 | + 9 min 26 s           |
| 10e                    | Team DSM-Firmenich     | Pays-Bas               | + 13 min 31 s          |
| modifier               |                        |                        |                        |

### Sanctions au classement UCI
| \| Coureur \| Pays \| Équipe \| Points \| \| --------------- \| --------- \| ------------------ \| ----------- \| \| Egan Bernal \| Colombie \| Ineos Grenadiers \| - 25 points \| \| Ramon Sinkeldam \| Pays-Bas \| Alpecin-Deceuninck \| - 25 points \| \| Chris Harper \| Australie \| Team Jayco AlUla \| - 25 points \| |           |                    |             |
| Coureur | Pays      | Équipe             | Points      |
| Egan Bernal | Colombie  | Ineos Grenadiers   | - 25 points |
| Ramon Sinkeldam | Pays-Bas  | Alpecin-Deceuninck | - 25 points |
| Chris Harper | Australie | Team Jayco AlUla   | - 25 points |

## Abandons
Il n'y a pas eu d'abandon sur cette 3e étape.